# Viaggio allucinante (film)
Viaggio allucinante (Fantastic Voyage) è un film del 1966 diretto da Richard Fleischer.
La Bantam Books commissionò a Isaac Asimov la scrittura di un romanzo omonimo a partire dalla sceneggiatura del film. Il libro uscì però sei mesi prima della pellicola e per questo viene ritenuto erroneamente che il film sia tratto dal racconto di Asimov.

## Trama
Gli Stati Uniti e l'Unione Sovietica (chiamata nel film The Other Side, cioè gli Avversari) hanno sviluppato contemporaneamente una tecnologia che permette di ridurre le dimensioni di qualunque oggetto materiale a dimensioni anche microscopiche ma per una durata limitata di 60 minuti.
Uno scienziato di nome Jan Benes, operante oltre la cortina di ferro, ha scoperto come estendere illimitatamente la persistenza del processo. Con l'aiuto della CIA, Benes riesce a fuggire in Occidente ma rimane gravemente ferito in un attentato. Ridotto in stato di coma da un embolo cerebrale, verrà sottoposto a un intervento chirurgico dal governo statunitense desideroso di salvarlo per poter venire a conoscenza delle nuove scoperte sulla miniaturizzazione persistente.
Per eseguire l'intervento un gruppo di scienziati ed esperti, il capitano Bill Owens, il dottor Michaels, il chirurgo Peter Duval e la sua assistente, Cora Peterson, affiancati dall'agente Grant, entra in un sottomarino che viene miniaturizzato alle dimensioni di una cellula e iniettato nell'arteria carotide nel corpo di Benes.
A causa dei limiti della miniaturizzazione, il gruppo ha solamente un'ora per provare a rimuovere l'embolo prima che il sottomarino inizi a ingrandirsi e venga distrutto dal sistema immunitario.
Durante la missione si presentano diversi contrattempi. Una fistola tra carotide e giugulare costringe il sottomarino a un imprevisto passaggio per una valvola cardiaca (durante il quale viene indotto un temporaneo arresto cardiaco dall'équipe esterna per evitare che le contrazioni danneggino il sottomarino) e a una risalita per gli alveoli polmonari (dove avviene un rifornimento di ossigeno) fino a una sosta nell'orecchio interno durante la quale il laboratorio rimane in assoluto silenzio per evitare pericolose scosse di pressione indotte dai rumori.
A un tratto il laser viene trovato danneggiato, cosa che costringe l'equipaggio a ripararlo utilizzando i componenti della radio che viene messa così fuori uso. A questo punto risulta evidente che uno dei membri dell'equipaggio è un sabotatore. Giunti alla base del cervello, nei pressi dell'embolo, Grant, Duval e la Peterson escono dal sottomarino e danno inizio all'operazione. Nel frattempo il dottor Michaels stordisce Owens e prende i comandi dirigendo lo scafo verso l'embolo deciso a provocare la morte di Benes ma Grant lo colpisce con il laser mettendolo fuori uso. Il sottomarino viene aggredito da una cellula fagocitica: Grant trae in salvo il capitano Owens mentre Michaels, imprigionato tra i rottami, viene fagocitato. I superstiti fuggono attraverso un nervo ottico. L'équipe medica esterna, ipotizzando l'avvenuta distruzione del sottomarino e la fuga per la via più breve, mediante una grossa lente d'ingrandimento individua il gruppo a ridosso di una ghiandola lacrimale e lo preleva con un vetrino. Oramai in salvo, i membri del gruppo ritornano rapidamente alle dimensioni originali.

## Critica
(Fantafilm)

## La versione di Asimov
Nel film l'equipaggio si salva lasciando il sottomarino e il sabotatore all'interno del corpo, oramai "distrutti" da un globulo bianco. Isaac Asimov sostenne, più plausibilmente, che il sottomarino, seppure demolito, avrebbe continuato a ingrandirsi uccidendo Benes, così nel suo racconto tratto dal film l'equipaggio viene tratto fuori dal corpo con tutta la nave.
Nel 1987 Asimov ha scritto un secondo romanzo dal titolo Destinazione cervello (Fantastic Voyage II: Destination Brain), per fornire una propria versione dal punto di vista scientifico. Non si tratta di una continuazione bensì di una storia indipendente e parallela ambientata in un'Unione Sovietica della metà del ventunesimo secolo. Asimov non poteva prevedere che l'Unione Sovietica sarebbe caduta pochi anni dopo.

## Riconoscimenti
- 1967 - Premio Oscar
  - Migliore scenografia a Jack Martin Smith, Dale Hennesy, Walter M. Scott, Stuart A. Reiss
  - Migliori effetti speciali a Art Cruickshank
  - Candidatura alla Migliore fotografia a Ernest Laszlo
  - Candidatura al Miglior montaggio a William B. Murphy
  - Candidatura al Miglior montaggio sonoro a Walter Rossi

## Influenza culturale
- L'episodio La paura fa novanta XV - Nel ventre di Burns (FABF23) della serie animata I Simpson è una parodia del film.
- L'episodio Un parassita perduto della serie animata Futurama si ispira al film.
- L'episodio Titans, si è ristretto Robin della serie animata Teen Titans Go! si ispira al film, anche il titolo dell'episodio è una parodia del film Tesoro, mi si sono ristretti i ragazzi.